# Schloss Drakensteyn

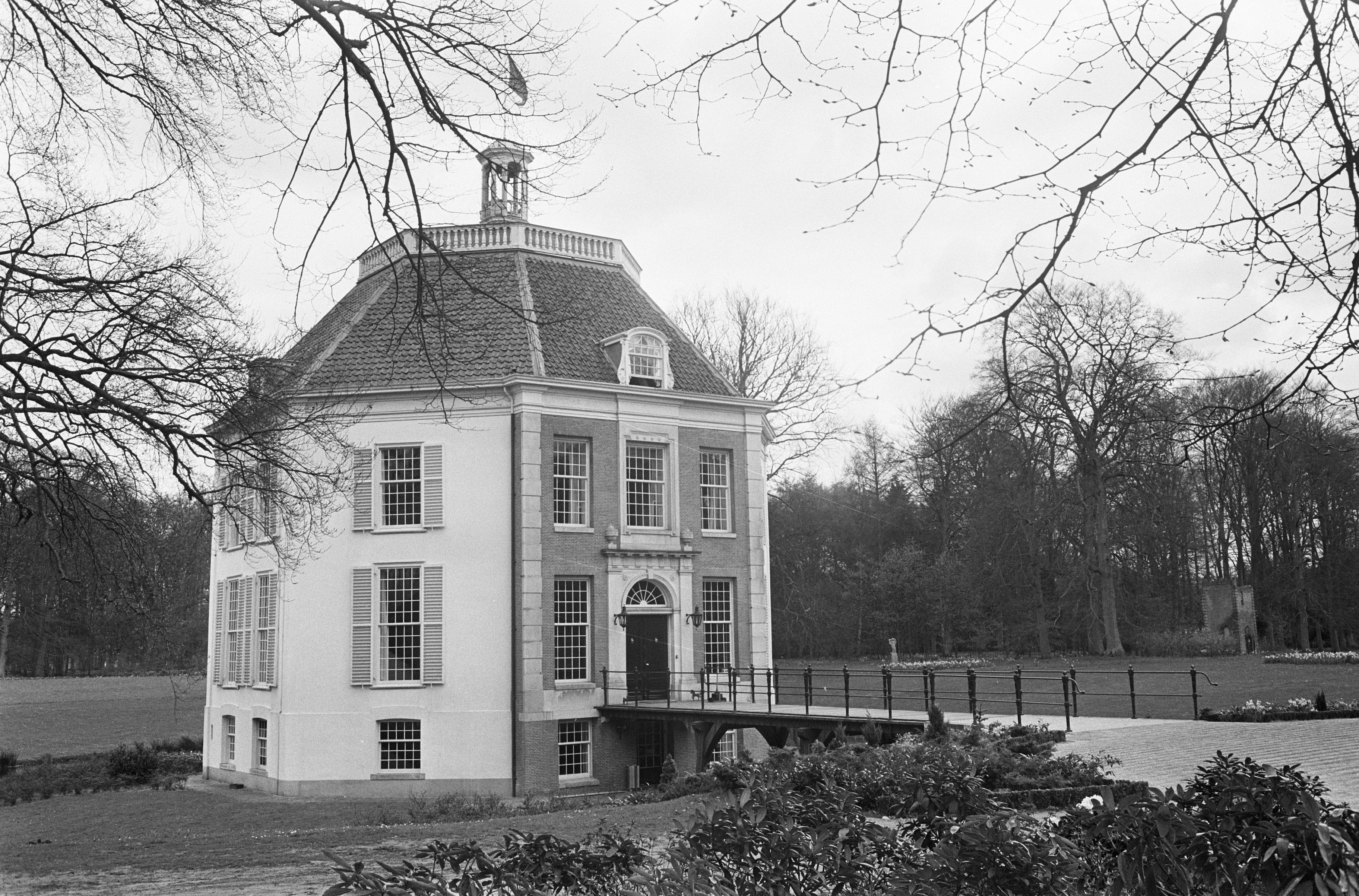
Schloss Drakensteyn, 1967

Schloss Drakensteyn, niederländisch Kasteel Drakensteyn, ist ein Wasserschloss nahe dem Dorf Lage Vuursche in der niederländischen Gemeinde Baarn, Provinz Utrecht. Das Herrenhaus wurde ab 1640 im Stil des niederländisch-klassizistischen Barocks errichtet. Es befindet sich im Privateigentum von Prinzessin Beatrix der Niederlande, die es von 1963 bis 1981 mit ihrer Familie bewohnte und nach ihrer Abdankung als Königin der Niederlande seit Anfang 2014 wieder als Wohnsitz nutzt. Als Rijksmonument unterliegt das Objekt dem Denkmalschutz.

## Baubeschreibung

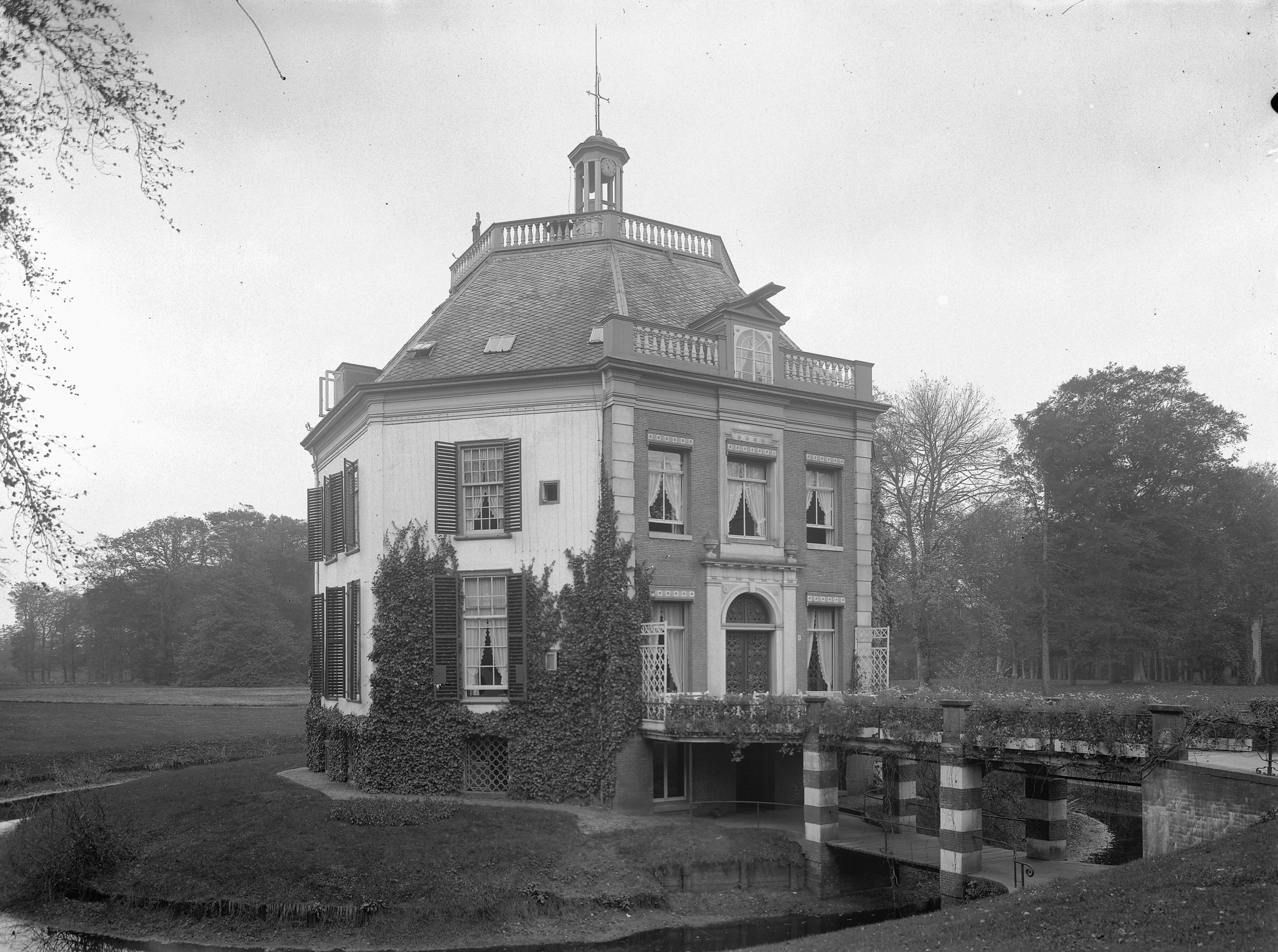
Drakensteyn vor dem Zweiten Weltkrieg

Das von einem kreisrunden Wassergraben umgebene Schloss ist ein Backsteinbau mit zwei Hauptgeschossen, einem Sockel- und einem Dachgeschoss. Bis auf eine klassizistisch gestaltete Hauptfassade aus Sichtmauerwerk und Werkstein sind die Außenwände verputzt und weiß gestrichen. Im Grundriss beschreibt das Gebäude ein symmetrisches Oktogon. Das sich über dem klassizistischen Hauptgesims erhebende Zeltdach ist als Pyramidenstumpf ausgebildet. In vier Richtungen sind Dachgauben auf das Hauptgesims aufgesetzt. Der Pyramidenstumpf wird von einem Belvedere mit barocker Balustrade bekrönt. Auf der achteckigen Aussichtsplattform ragt in der Mitte eine offene Laterne empor. Eine leichte Brücke überspannt den Wassergraben und führt auf das klassizistische Rundbogenportal in der dreiachsig gegliederten Hauptfassade des Schlosses zu. Jenseits des Wassergrabens setzt sich die Hauptachse des Corps de Logis in einem Parterre fort, das auf halber Länge durch eingeschossige Nebengebäude mit Walmdächern symmetrisch flankiert wird. Das Schloss ist landschaftsgärtnerisch eingebettet in einen rund 20 Hektar großen Waldpark.

## Geschichte

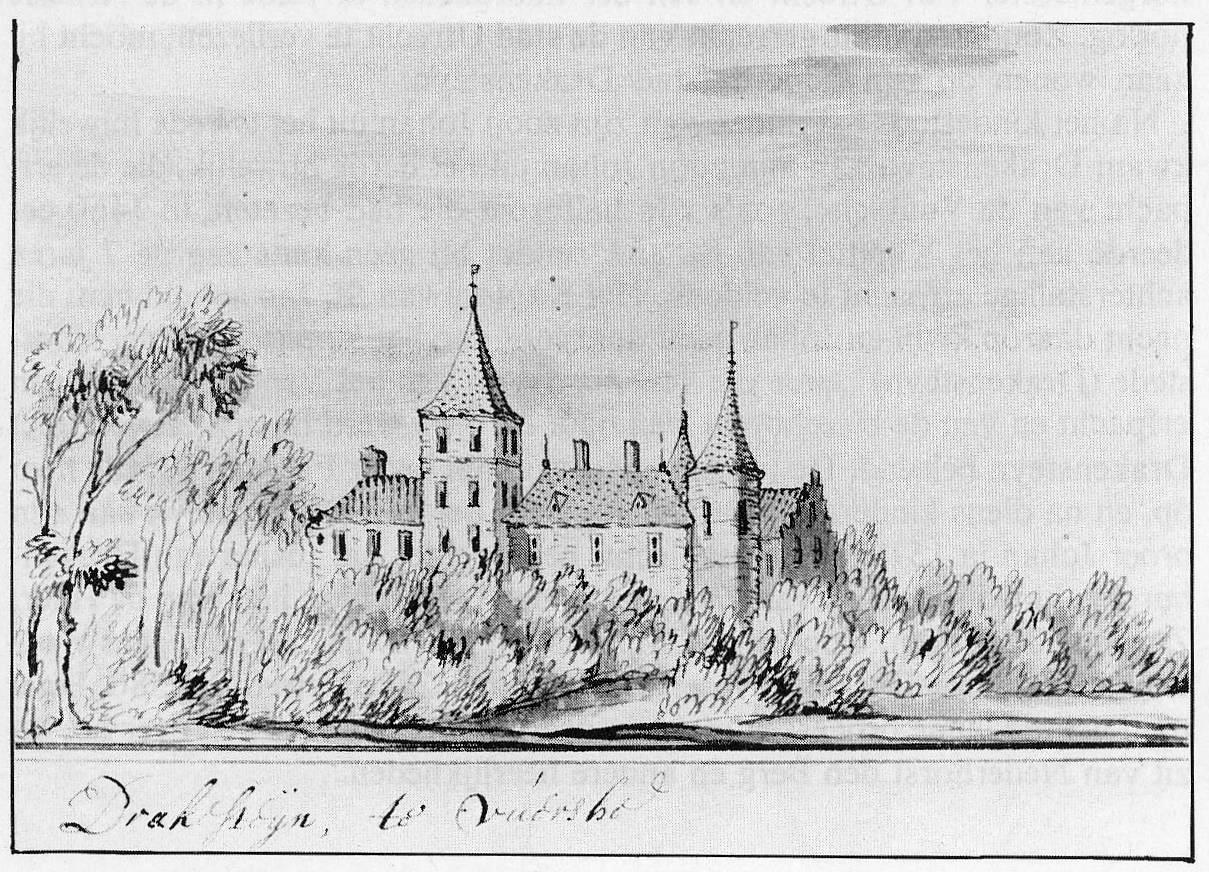
Rittergut Drakesteyn, Zeichnung des frühen 18. Jahrhunderts nach einer älteren Vorlage

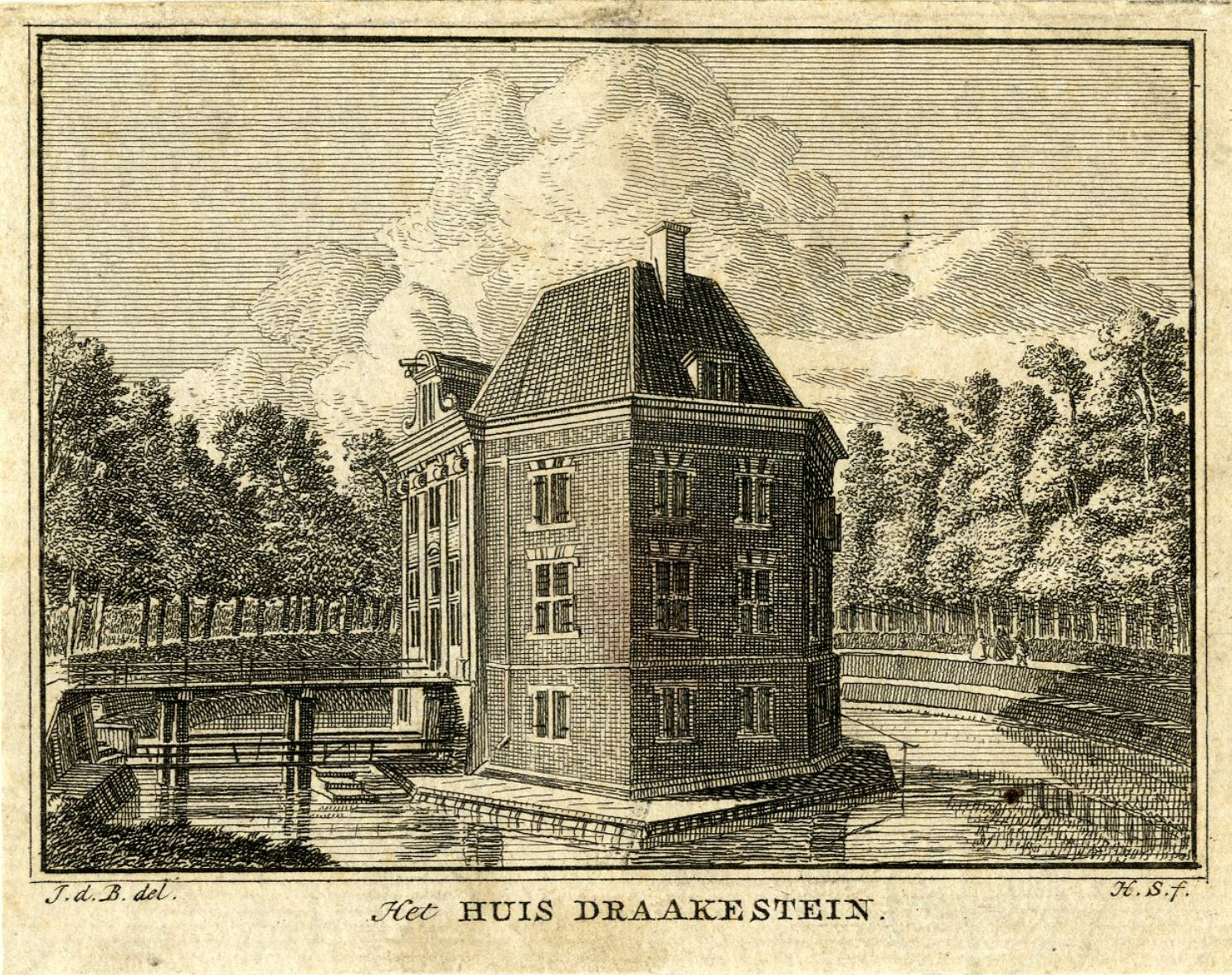
Ansicht des Schlosses aus dem 18. Jahrhundert

Das Schloss wurde auf dem mittelalterlichen Rittergut Drakesteyn ab 1640 im Stil des klassizistischen Barock als Neubau im Stil eines Lustschlosses errichtet und fällt damit in das Goldene Zeitalter der Niederlande. Bauherr war Gérard van Reede (≈1620–1669), Herr von Vuursche auf Drakesteyn, ein niederländischer Nachfahre der westfälischen Herren von Rhede. Als Architekt kommt Jacob van Campen in Betracht.
Ab 1671 wechselte das Schloss mehrfach den Eigentümer. Die Pilaster bzw. Säulen ionischer Ordnung, die die Hauptfassade ursprünglich gliederten, wurden 1780 entfernt. 1807 wurde der Politiker Paulus Wilhelmus Bosch (1771–1834) neuer Eigentümer.
Dessen Nachfahren besaßen das herrschaftliche Anwesen noch, als 1959 die niederländische Kronprinzessin Beatrix es erwarb. Sie zog 1963 ein, nachdem es grundlegend renoviert worden war. Zusammen mit ihrem Ehemann Claus von Amsberg zog sie dort ihre Kinder auf, unter ihnen Willem-Alexander, den gegenwärtigen König der Niederlande. 1981 verlegte die königliche Familie ihren Wohnsitz nach Huis ten Bosch. Nach ihrer Abdankung (2013) bezog Beatrix, seit 2002 verwitwet, ab Anfang 2014 das Schloss wieder als ihren Wohnsitz.